# Why’s Everybody Always Pickin’ On Me?
Why’s Everybody Always Pickin’ On Me? – singel zespołu Bloodhound Gang wydany w roku 1997, trzeci singel z płyty One Fierce Beer Coaster, zawiera kilka remiksów piosenki i oficjalne wideo.
Teledysk do piosenki został nagrany w szkole i laboratorium. Jimmy Pop jest prześladowany w szkole, narzeka (tytuł piosenki oznacza – dlaczego wszyscy mnie prześladują?). Pod koniec teledysku następuje wątek z narkotykami – dokładnie z LSD.